# Heerjansdam
Heerjansdam è una località olandese situata nel comune di Zwijndrecht, nella provincia dell'Olanda meridionale.